# Хайкинд, Дов
Дов Хайкинд (род. 30 июня 1950, Нью-Йорк) — американский политический деятель, депутат законодательной Ассамблеи шт. Нью-Йорк, чл. Демократической партии США.
Дов Хайкинд является ортодоксальным иудеем, избранным в Ассамблею от 48-го бруклинского избирательного округа (см. карту) и представляет интересы избирателей Боро-Парка, Дайкер-Хайтс и части Флэтбуша, большинство из которых — религиозные евреи.
Дов Хайкинд представляет интересы округа с 1982 года и выступает каждую неделю в вечерней программе на радио, после субботы, где обсуждаются городские, государственные и международные темы.
Хайкинд женат (жена Шошана) и имеет троих детей — Дину, Йони и Шмуэля.
Дов Хайкинд родился в семье выживших в немецких концлагерях, в Вильямсбурге, еврейском районе Бруклина. Затем его семья переехала в Краун-Хейтс из-за расселения района в 1960-х годах. После женитьбы семья Хайкинда переехала во Флэтбуш в 1970-х годах. Личный опыт позволил будущему народному избраннику узнать проблемы этой части города, в частности, опасения горожан по поводу перемен в районе и традиционном порядке.
На выборах мэра Нью-Йорка Хайкинд поддерживал кандидатуру Майкла Блумберга и остаётся популярным политическим деятелем от ортодоксальных иудеев Нью-Йорка. Некоторые считают, что благодаря поддержке Д. Хайкинда Блумбергу удалось приобрести популярность и завоевать голоса среди ортодоксальных верующих Бруклина. Вместе с тем его поддержка республиканского кандидата Джорджа Патаки (на выборах губернатора штата в 1994 году) и президента Джорджа Буша подверглась критике однопартийцами из Демократической партии США. Дова Хайкинда также приглашают радиостанции патриотической направленности.
В настоящее время Д. Хайкинд является автором многих предложений, связанных с обеспечением безопасности жителей города. По его предложениям были выделены 1,2 миллиона долларов для установки и обслуживания 120 видеокамер, установленных на 9 станций метро, в частности Боропарк, Мидвуд, Кенсингтон и Парквилль. По примеру этого предложения городские политики собираются сделать подобное на других станциях. По данным газеты «Нью-Йорк таймс», только малая часть из 600 миллионов долларов, выделенных бюджетом на безопасность городской подземки, используется действительно продуктивно.
После террористических актов 11 сентября 2001 года Д. Хайкинд выступил за корректировку закона, запрещающего расовое профилирование. По мнению депутата, сотрудникам спецслужб необходимо проводить обыски лиц с ближневосточной внешностью, и прежде всего молодых арабов. Ряд либеральных и левых политиков, а также правозащитники выступили против этой инициативы.
Значительная часть выступлений политика связана с проблемами в межнациональных и межконфессиональных отношениях, особенно антисемитизмом. В 2003 году Дов Хайкинд с группой народной поддержки протестовал против проката фильма «Страсти Христовы» Мела Гибсона, обосновывая свою позицию антисемитским содержанием фильма. Он возглавил делегацию из приблизительно 50 еврейских лидеров и сторонников, прибывшую к зданию администрации канала Фокс Ньюс и организовавшую митинг с лозунгом «„Страсти“ — оружие уничтожения евреев». Как заявил депутат:
"Это [демонстрация фильма] кончится антисемитизмом и фанатизмом. Это действительно возвращает нас ко временам Средневековья. Инквизиция, Крестовые походы, всё о так называемом «грехе распятия на кресте Иисуса».
Политик также выступил за прекращение торговли антисемитскими книгами, которые в последнее время оказались на прилавках русскоязычных магазинов («Протоколы сионских мудрецов», книги Шульгина и Олега Платонова и других), в частности магазинов «Санкт-Петербург», «RBC» и «Мосвидеофильм».
«Подобная антисемитская ложь не раз вызывала погромы, преследования евреев и приводила к гибели тысяч и миллионов людей. Конечно, американская демократия позволяет продавать всё, что угодно. Поэтому мы только настоятельно просим владельцев магазинов: перестаньте торговать черносотенными книгами Олега Платонова и ему подобных. Я не могу понять, как это произошло? Почему? Кто заказывал эти книги? Кто субсидировал их завоз в Америку? Ведь они стоят намного дешевле других книг, значит, кто-то очень заинтересован в том, чтобы их покупали. Кто эти люди? Это ещё предстоит выяснить»
Будучи сыном выживших во время холокоста, Хайкинд полагает, что это повлияло на его политические взгляды. В юности он разделял идеи Лиги защиты евреев и был последователем рава Меира Кахане. В юности он был активным участником демонстраций за освобождение советских и сирийских евреев от преследований тоталитарными режимами и на одной из демонстраций приковал себя цепями к зданию консульства СССР.
В марте 2005 года Хайкинд посетил Гуш-Катиф, чтобы выразить поддержку религиозным поселенцам, оказавшимся под угрозой выселения израильским правительством. Летом 2006 года депутат в составе группы законодателей и общинных лидеров посетил населённые пункты на севере Израиля, подвергавшиеся в течение длительного времени ракетным обстрелам со стороны Ливана террористической армией Хезболлы. В течение этого времени политики оказали материальную и гуманитарную помощь пострадавшим. Хайкинд входил в группу законодателей штата, которая выступала против реконструкции здания штаб-квартиры ООН из-за антиамериканского и антиизраильского характера решений, принимаемых в недрах этого международного ведомства. Тем не менее, на обновление своих офисов чиновники ООН собрались потратить колоссальную сумму в 1 миллиард долларов.
Дов Хайкинд придерживается традиционных взглядов на супружество и отношения, что вызывает критику со стороны правозащитников и движений в защиту сексуальных меньшинств.
Я — против дискриминации по признаку сексуальной ориентации, я — за равные права гомосексуальных пар в вопросе обеспечения медстраховками, но я никогда не соглашусь с узакониванием однополых браков. Супружество, семья, брак создаются только между мужчиной и женщиной.